# Björn Phau
Björn Phau (Darmstadt, 4 ottobre 1979) è un ex tennista tedesco.
Ha raggiunto il 59º posto nel ranking singolo ed il 55º posto nel doppio. Ha sconfitto Andre Agassi al Dubai Tennis Championships 2006. In un'intervista, Agassi ha definito Phau come uno dei più veloci giocatori di tennis che egli avesse mai affrontato.
Ha partecipato agli Estoril Open 2010, ed è stato sconfitto al secondo turno da Roger Federer. Phau è sponsorizzato da Nike e Wilson. Nel 2014 raggiunge al torneo di Zagabria la sua prima semifinale Atp dove viene estromesso da Cilic per 6-3 6-4.
Annuncia il suo ritiro nell'ottobre 2014 a causa di continui problemi fisici.